# Lippia melastomifolia
Lippia melastomifolia là một loài thực vật có hoa trong họ Cỏ roi ngựa. Loài này được Gand. mô tả khoa học đầu tiên năm 1918.